# Uladsimir Kapytau
Uladsimir Kapytau (belarussisch Уладзімір Капытаў, russisch Владимир Николаевич Копытов, Wladimir Nikolajewitsch Kopytow; * 25. September 1965 in Homel) ist ein ehemaliger belarussischer Ringer. Er war mehrfacher Medaillengewinner bei Welt- und Europameisterschaften und Olympiateilnehmer für Belarus im griechisch-römischen Stil.

## Werdegang
Uladsimir Kapytaus internationale Ringerkarriere begann erst im Alter von 29 Jahren, obwohl er schon seit seinem 12. Lebensjahr an rang. Diese Chance eröffnete sich ihm durch den Zerfall der Sowjetunion. Bis 1992 startete bei den internationalen Meisterschaften nur eine Mannschaft aus der Sowjetunion bzw. der GUS in den beiden Stilarten. Dabei hatte Kapytau wegen der starken Konkurrenz in der UdSSR keine Chance in eines dieser Teams zu kommen. Ab 1993 konnte jeder Nachfolgestaat der UdSSR an diesen Meisterschaften mit einer eigenen Mannschaft teilnehmen. So ergab sich also die Chance des für Spartak Homel bzw. den Trade Union Sport Club Homel startenden Wladimir Kapytau, der von Wladimir Freden und Grigori Kosowski trainiert wurde, an internationalen Meisterschaften teilzunehmen. Kapytau rang nur im griechisch-römischen Stil.
Gleich bei seiner ersten Teilnahme an einer Europameisterschaft im Jahre 1994 nutzte er diese Chance und wurde in Athen im Weltergewicht hinter Erol Koyuncu aus der Türkei Vize-Europameister. Bei der Weltmeisterschaft dieses Jahres in Tampere kam er im Weltergewicht auf den 7. Platz. Sieger wurde dort der für Russland startende Armenier Mnazakan Iskandarjan. Bei der Europameisterschaft 1995 in Besançon gewann er aber mit der Bronzemedaille eine weitere Medaille. Bei der Weltmeisterschaft 1995 in Prag verlor er u. a. gegen Erik Hahn aus Deutschland und erreichte nur den 8. Platz.
Bei der Europameisterschaft 1996 in Budapest gewann er die Silbermedaille im Weltergewicht. Im Finale verlor er dabei gegen den jungen Türken Nazmi Avluca, der am Beginn einer großen Karriere stand. Als einer der Mitfavoriten startete Uladsimir Kapytau bei den Olympischen Spielen in Atlanta. Er verlor dort aber gegen Erik Hahn und gegen Nazmi Avluca, womit für ihn das olympische Ringerturnier schon nach dem 2. Kampf beendet war. Er erreichte nur den 14. Platz.
Im Jahre 1997 trat eine neue Gewichtsklasseneinteilung durch den internationalen Ringerverband FILA in Kraft. Bei der Europameisterschaft dieses Jahres in Kouvola startete Uladsimir Kapytau aber wieder im Weltergewicht, in dem man nun bis zu 76 kg, statt vorher bis zu 74 kg wiegen durfte. In Kouvola gewann er in seinem ersten Kampf zwar gegen Erik Hahn, verlor aber seinen zweiten Kampf gegen Marko Asell aus Finnland und kam trotz eines Sieges in seinem dritten Kampf über Waleri Kopajew aus Russland nur auf den 15. Platz. Bei der Weltmeisterschaft dieses Jahres in Wrócław trainierte er dann in das Leichtgewicht, das nunmehr bis 69 kg reichte, ab. Er verlor aber in Wrócław nach einem Sieg im ersten Kampf über Niya Saiyi aus China im zweiten Kampf gegen Bisser Georgiew aus Bulgarien, schied damit aus und belegte nur den 21. Platz.
Die Karriere des mittlerweile 33-jährigen schien sich nach dem schlechten Jahr 1997 seinem Ende zuzuneigen, doch er erkämpfte sich prompt bei der Europameisterschaft 1998 in Minsk im Leichtgewicht wieder eine Silbermedaille. Dabei bezwang er u. a. die sehr starken Ringer Tariel Melelaschwili aus Georgien und Adam Juretzko aus Deutschland. Im Finale war er allerdings gegen Alexander Tretjakow aus Russland chancenlos. Bei der Weltmeisterschaft 1998 pausierte Uladsimir Kapytau.
Im Jahre 1999 war er nur bei der Weltmeisterschaft am Start und gewann in Athen schon seine fünfte Medaille bei einer internationalen Meisterschaft, eine bronzene. Bemerkenswert war dabei sein Sieg über Liubel Colas Oris aus Kuba. Im Halbfinale verlor er wieder gegen Tretjakow und im Kampf um die bronzene Medaille hatte er insofern Glück, dass im Kampf gegen Csaba Hirbik aus Ungarn, der 4:4 endete, das Kampfgericht ihm den Sieg zusprach.
Im Jahre 2000 versuchte Uladsimir Kapytau bei Olympischen Spielen doch noch eine Medaille zu gewinnen. In Sydney gelang ihm das aber nicht, denn er verlor im Leichtgewicht gegen die beiden Ex-Weltmeister Rustam Adschy aus der Ukraine und Alexei Gluschkow aus Russland und belegte nur den 17. Platz.
Nach den Olympischen Spielen 2000 beendete er seine Ringerlaufbahn.

## Internationale Erfolge
| Jahr | Platz | Wettbewerb               | Gewichtskl. | Ergebnis |
| 1994 | 2.    | EM in Athen              | Welter      | hinter Erol Koyuncu, Türkei, vor Torbjörn Kornbakk, Schweden u. Mircea Constantin, Rumänien                                                                                                 |
| 1994 | 7.    | WM in Tampere            | Welter      | Sieger: Mnazakan Iskandarjan, Russland vor Józef Tracz, Polen u. Torbjörn Kornbakk |
| 1995 | 3.    | EM in Besançon           | Welter      | hinter Stojan Dobrew, Bulgarien u. Mircea Constantin, vor Sergei Poperetschny, Russland u. Artur Dsyhassow, Ukraine                                                                         |
| 1995 | 8.    | WM in Prag               | Welter      | Sieger: Yvon Riemer, Frankreich, vor Baqtijar Baissejitow, Kasachstan u. Filiberto Ascuy Aguilera, Kuba                                                                                     |
| 1996 | 2.    | EM in Budapest           | Welter      | hinter Nazmi Avluca, Türkei, vor Erik Hahn, Deutschland, Artur Dsyhassow und Torbjörn Kornbakk                                                                                              |
| 1996 | 14.   | OS in Atlanta            | Welter      | nach Niederlagen gegen Erik Hahn u. Nazmi Avluca |
| 1997 | 15.   | EM in Kouvola            | Welter      | nach einem Sieg über Erik Hahn, einer Niederlage gegen Marko Asell, Finnland u. einem Sieg über Waleri Kopajew, Russland                                                                    |
| 1997 | 21.   | WM in Breslau            | Leicht      | nach einem Sieg über Niya Saiyi, China u. einer Niederlage gegen Bisser Georgiew, Bulgarien                                                                                                 |
| 1998 | 3.    | Intern. Turnier in Nikea | Leicht      | hinter Adam Juretzko, Deutschland u. Wital Schuk, Belarus |
| 1998 | 2.    | EM in Minsk              | Leicht      | mit Siegen über İlqar Verdiyev, Aserbaidschan, Tariel Melelaschwili, Georgien u. Adam Juretzko u. einer Niederlage gegen Alexander Tretjakow, Russland                                      |
| 1999 | 3.    | WM in Athen              | Leicht      | mit Siegen über Katsuhito Nagata, Japan, Georgi Dschindwelaschwili, Georgien u. Liubel Colas Oris, Kuba, einer Niederlage gegen Alexander Tretjakow u. einem Sieg über Csaba Hirbik, Ungarn |
| 2000 | 17.   | OS in Sydney             | Leicht      | nach Niederlagen gegen Rustam Adschy, Ukraine u. Alexei Gluschkow, Russland |

Erläuterungen
- alle Wettbewerbe im griechisch-römischen Stil
- OS = Olympische Spiele, WM = Weltmeisterschaften, EM = Europameisterschaften
- Leichtgewicht, von 1997 bis 2001 bis 69 kg, Weltergewicht bis 1996 bis 74 kg, von 1997 bis 2001 bis 76 kg Körpergewicht

## Weblink
- Uladsimir Kapytau in der Datenbank von Olympedia.org (englisch)

| Personendaten    | Personendaten                    |
| ---------------- | -------------------------------- |
| NAME             | Kapytau, Uladsimir               |
| ALTERNATIVNAMEN  | Kopitow, Wladimir Nikolajewitsch |
| KURZBESCHREIBUNG | belarussischer Ringer            |
| GEBURTSDATUM     | 25. September 1965               |
| GEBURTSORT       | Homel                            |